# Чуката на Гидика (светилище)
Скалното светилище Чуката на Гидика се намира в едноименната местност на 2 km североизточно от с. Гълъбово, Община Баните (Област Смолян) на връх с надморска височина 539 m.

## Описание
Археологическият обект е разположен върху естествен скален масив, издължен в посока северозапад-югоизток. Билото постепенно се стеснява в посока север-юг, а денивелацията е около 40 m. Теренът, в тесния участък представлява нос със стръмни, скалисти, склонове и тясно било, оградено от три страни от р.Арда, а достъпът е възможен единствено от северозапад. От обекта има добра видимост към меандрите на реката. Обектът не е известен на българските археолози до края на ХХ в. Регистриран е при теренни археологически проучвания, свързани с изграждането на Каскада „Горна Арда“. Първите сондажи са заложени през 2007 г. по проект „По стъпките на тракийските богове“ на Община Баните по програма ФАР ТГС България – Гърция. Проучени са приблизително 750 m².
В най-високата част на Чуката има каменно струпване с приблизителни размери 10 х 5 m. В цепнатини в материковата скала се открива керамика (предимно на колело). По южния склон, непосредствено под върха е намерена желязна шлака в ниска концентрация, железен гвоздей и фрагмент от желязно ножче. На северния склон под билото керамиката е с ниска концентрация. В най-южната част на обекта, където се издига стръмна скала, в естествени скални цепнатини се наблюдават фрагменти от керамика изработена на ръка и колело, а по време на археологическите проучвания са открити два кремъка и един ахат.
В най-високата част на скалата има сравнително равна площадка с лек наклон към р. Арда, където в най-високата част на обекта при заравнената скала, която е издигната на 0,70 – 0,80 m от околния терен. Върху и около нея са открити деструкции от каменни зидове на християнска култова постройка (параклис), с размери 8 m изток-запад и 6.5 m север-юг, ограден от укрепителна стена, датираща от ХІІ-ХІV в. Сред находките открити в руините на параклиса е съкровище от 5 златни византийски и 74 сребърни венециански монети. Монетите са били положени в торбичка и закопани на 0,30 m дълбочина с явната цел да бъдат скрити. Най-ранната от тях е от венецианския дож Пиетро Зиани (1205 – 1229), а най-късната – хиперперон на Йоан V с Йоан VІ (1347 – 1354).
Параклисът е съществувал до третата четвърт на ХІV в., когато османските турци превземат Родопите.
Обектът е археологическа недвижима културна ценност. Находките се съхраняват в РИМ „Стою Шишков“ – гр.Смолян.

### Датиране
Открити материали са датирани към късната Бронзова и ранната Желязна епоха, късна Античност и Средновековието (ХІІ-ХІV в.)